# المدرسة السليمية
33°30′45″N 36°17′32″E / 33.51250°N 36.29222°E
المدرسة السليمية هي مدرسة من القرن السادس عشر في دمشق السورية. وهي جزء من التكية السليمانية، التي بدأت في عهد السلطان العثماني سليمان القانوني. بُنيَت المدرسة بعد بقية المجمع، بالحجارة المتبقية. من المحتمل أن تكون المدرسة قد أمر ببنائها سليمان نفسه قبل وفاته مباشرة في عام 1566 حيث أطلق عليها اسم المدرسة السليمانية في بعض المصادر عند اكتمالها، ولكن بمرور الوقت أصبحت تُعرف باسم المدرسة السليمية (على اسم ابن سليمان سليم الثاني).